# Бездушний Микола Іванович
Микола Іванович Бездушний (нар. 1932, село Нова Гребля Турбівського району, тепер Калинівського району Вінницької області — загинув 29 грудня 2015, біля селища Голоби Ковельського району Волинської області) — український радянський діяч, заступник голови Волинського облвиконкому, голова Луцького міськвиконкому.

## Біографія
Народився в селянській родині. У 1947 році закінчив семирічну школу. Працював на різних роботах в колгоспі та продовжував навчатися у вечірній середній школі сільської молоді. Здобувши середню освіту, вступив до Одеського технологічного інституту.
Після закінчення Одеського технологічного інституту за направленням приїхав у Луцьк, де працював на посаді головного інженера Луцького млинзаводу № 10 Волинського обласного управління Міністерства хлібопродуктів УРСР. Член КПРС.
У 1958—1959 роках — завідувач промислово-транспортного відділу Луцького міського комітету КПУ Волинської області.
У 1959—1960 роках — секретар, а у 1960—1961 роках — 2-й секретар Луцького міського комітету КПУ Волинської області.
У липні 1961 — березні 1965 року — голова виконавчого комітету Луцької міської ради депутатів трудящих Волинської області.
У березні 1965 — лютому 1971 року — голова Волинської обласної планової комісії.
5 лютого 1971 — 16 березня 1973 року — секретар Волинського обласного комітету КПУ.
У березні 1973 — квітні 1990 року — голова Волинської обласної планової комісії. З 1982? року (одночасно) — заступник голови виконавчого комітету Волинської обласної ради народних депутатів.
У квітні 1990 — 1992 року — заступник голови виконавчого комітету Волинської обласної ради народних депутатів — начальник головного планово-економічного управління.
Потім — на пенсії у місті Луцьку.
Загинув у автомобільній аварії 29 грудня 2015 року біля селища Голоби Ковельського району. Похований на міському кладовищі у селі Гаразджа Луцького району.

## Нагороди
- орден «Знак Пошани»
- медаль «За доблесну працю. На ознаменування 100-річчя з дня народження Володимира Ілліча Леніна»
- медалі